# Symplocos olivacea
Symplocos olivacea är en tvåhjärtbladig växtart som beskrevs av Elmer Drew Merrill. Symplocos olivacea ingår i släktet Symplocos och familjen Symplocaceae. Inga underarter finns listade i Catalogue of Life.